# Distretto di Higashishirakawa
Il distretto di Higashishirakawa (東白川郡, Higashishirakawa-gun?) è uno dei distretti della prefettura di Fukushima, in Giappone.
Attualmente fanno parte del distretto i comuni di Hanawa, Samegawa, Tanagura e Yamatsuri.